# Italo Valent

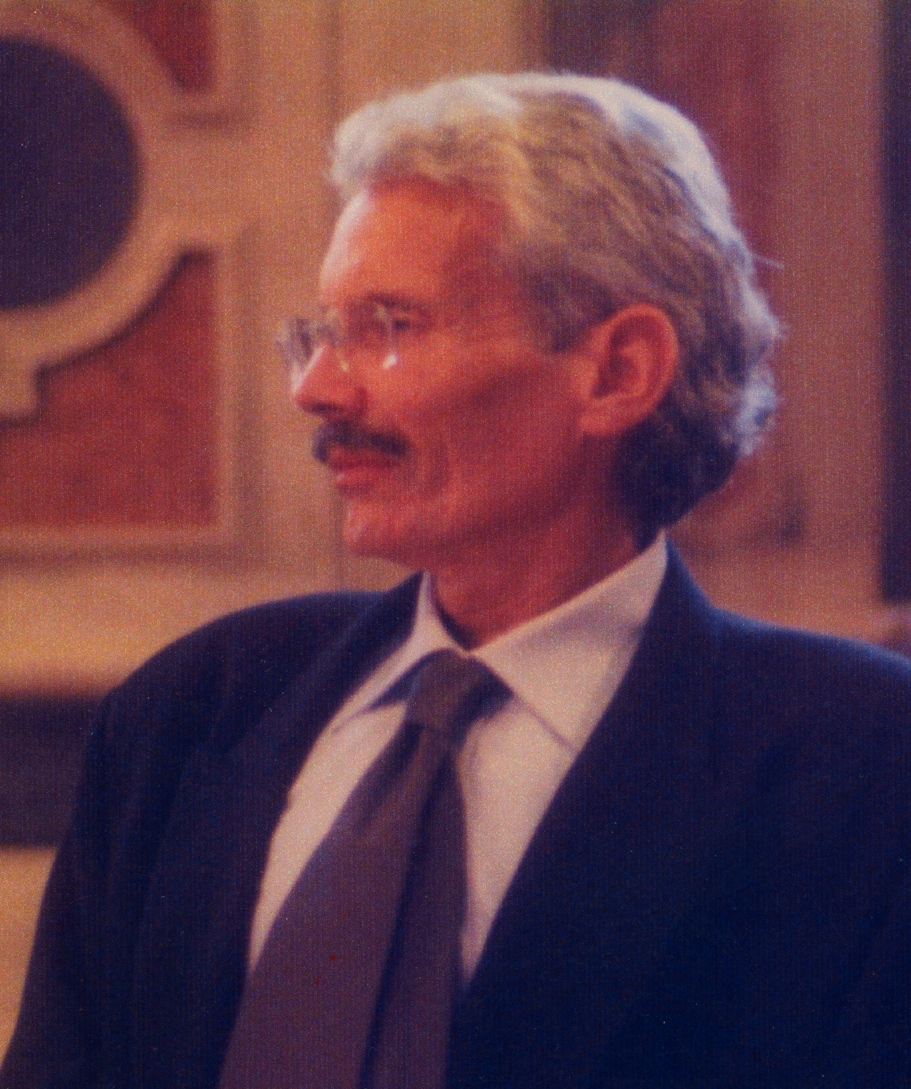
Italo Valent

Italo Valent (Treviso, 1944 – Brescia, 2003) è stato un filosofo e storico della filosofia italiano.

## Biografia
Italo Valent, a lungo ricercatore di filosofia teoretica e poi professore ordinario di filosofia morale, ha insegnato Storia della filosofia moderna, Antropologia filosofica ed Ermeneutica filosofica presso il Dipartimento di Filosofia e Teoria delle scienze dell'Università Ca' Foscari Venezia di cui è stato Direttore dal 2001 fino alla morte. In precedenza ha insegnato Storia della filosofia morale all'Università degli Studi di Catania. Allievo di Emanuele Severino, si è occupato di ontologia, logica dialettica, linguaggio, storia e interpretazione delle grandi categorie della filosofia occidentale.
Dai primi studi sull'empirismo-scetticismo moderno (David Hume), sul pensiero italiano del Novecento e sull'analisi del linguaggio (Ludwig Wittgenstein), è giunto ad indagare attorno alla teoria della negazione e del divenire in chiave dialettica (Hegel). Sulla base di tali premesse, che orientavano verso una rilettura dei canoni e dei presupposti del rapporto ragione-follia, si è impegnato a ridisegnare, insieme con un gruppo di psichiatri e psicologi del Centro Psicosociale di Orzinuovi cresciuti nel solco dell'esperienza critica inaugurata da Franco Basaglia, un modello della psiche adeguato alla comprensione e alla cura della malattia mentale, dando vita a quello che è stato definito l'approccio dialettico-relazionale in psichiatria.
Ha collaborato con il gruppo teatrale "Scena Sintetica" nella messa in scena di testi filosoficamente rilevanti (Parmenide, Eraclito, Herman Melville, Emanuele Severino, Umberto Galimberti). Presso l'editore Moretti&Vitali, a cura di Andrea Tagliapietra, è in corso di stampa l'edizione delle sue opere in 6 volumi. Alcuni suoi lavori sono stati pubblicati e recensiti in Francia, Austria, Germania e Stati Uniti.

## Pensiero
L'opera filosofica di Italo Valent muove da un'originale riformulazione di alcune questioni legate alla filosofia di Emanuele Severino, alla tradizione neoidealistica italiana (Giovanni Gentile) ma anche neoscolastica (Gustavo Bontadini), e dipendenti dalla riconsiderazione speculativa del concetto del negativo. Descrivendo la sua formazione in poche parole Valent, si definiva «cresciuto a una scuola filosofica di ispirazione ontologica, screziata da un netto disegno dialettico e pungolata dallo scrupolo fenomenologico». 
Analizzando le implicazioni concettuali e pratiche della negazione così com'è stata pensata in uno dei punti più alti e rilevanti della tradizione dialettica, ovvero nelle pagine della Scienza della logica di Hegel, Valent critica l'idea intellettualistica della negazione intesa come esclusione, proponendo al contrario una negazione come inclusione e una filosofia animata dal principio di ospitalità. Il "no" della negazione, lungi dal dar vita a una realtà separata, è ciò che innerva il reale nella sua essenza metamorfica e vitale, nella sua splendida apertura alla novità, alla trasformazione e al cambiamento di cui il filosofo è appassionato investigatore. 
A questo scopo e in evidente autonomia rispetto all'impianto destinale della filosofia della necessità di Severino, Valent esplora la categoria modale della possibilità, cercando di mettere in discussione sia l'opposizione frontale tra realtà e irrealtà, sia la priorità assoluta della positività del reale nonostante la negatività dell'irreale. L'esserci e non l'essere è, per Valent, che legge Hegel con Wittgenstein, la determinatezza semantica e sintattica, il plesso grammaticale e vitale che ricongiunge l'esperienza intesa come luogo dell'emergere della differenza e dell'incalzare degli eventi con la teoria della razionalità quale analisi del permanere e della necessità. 
Ecco che di contro all'ontologia fondamentale di Severino si fa largo l'idea di una microntologia intesa non come una “ontologia del piccolo”, bensì, piuttosto, «nel senso che non c'è nessun evento che non si disponga per virtù propria in una peculiarità di significato, nel vigore elementare e insieme metamorfico di un “qui”. Ma microntologia anche come ontologia del remoto, dell'avverso-diverso, dell'improbabile, dell'anonimo, del folle: di tutto ciò che insieme si ritiene minore nella capacità di realtà». 
Con la proposta di una microntologia Valent intendeva sottolineare l'autonomia e la resistenza del diamante della dialettica come principio di determinazione semantica fondato sulla relazione-negazione inclusiva e situato nella prospettiva strategica propria dell'esserci, rispetto al rischio delle ricadute nella “mistica dell'essere” e di quella totalità assoluta che, in quanto tale, appare separata e isolata, esercitando la sua imposizione distruttiva al di fuori della logica della relazione e dell'inclusione. Di contro all'autentico "totalitarismo" di questa idea di totalità assoluta Valent proponeva la ripresa del detto eracliteo del Panta διαpánton, ossia di quel "tutto attraverso il tutto" che è la forma radicale della illacerabile relazionalità della vita. 
«Solo se ogni differenza tra gli umani è un modo differente di essere il tutto», egli scrive, «allora le discriminazioni tra piccolo e grande, forte e debole, femmina e maschio, nero e bianco, ricco e povero, sano e malato, non avranno ragione d'essere (se non in quanto differenti manifestazioni dell'identico, invece che differenze di principio e di valore)».

## Opere
- Verità e prassi in David Hume, Vannini, Brescia 1974
- La forma del linguaggio. Studio sul "Tractatus logico-philosophicus", Francisci, Abano Terme (Padova) 1983
- Invito al pensiero di Wittgenstein, Mursia, Milano 1989 (2 ed. aggiornata, Mursia, Milano 1999)
- Asymmetron, Quaderni de "Il Palazzo della Grande Utopia", Milano 1990
- Dire di no. Filosofia Linguaggio Follia, Teda Edizioni, Castrovillari (Cosenza) 1995
- Dire di no. Scritti teorici 1, in Opere di Italo Valent - vol. IV, a c. di Andrea Tagliapietra, Moretti&Vitali, Bergamo 2007
- Asymmetron. Microntologie della relazione. Scritti teorici 2, in Opere di Italo Valent - vol. V, a c. di Andrea Tagliapietra, Moretti&Vitali, Bergamo 2008
- Panta διαpánton. Scritti teorici su follia e cura, in Opere di Italo Valent - vol. VI, a c. di Andrea Tagliapietra, Moretti&Vitali, Bergamo 2009
- La forma del linguaggio. Studio sul "Tractatus logico-philosophicus. Scritti su Wittgenstein 1", in Opere di Italo Valent - vol. VI, a c. di Andrea Tagliapietra, Moretti&Vitali, Bergamo 2012
- Sophón. Aforismi per l'anima, a c. di Graziano Valent, con un saggio di Andrea Tagliapietra, Moretti&Vitali, Bergamo 2014